# Pärlhalsbandshaj
Pärlhalsbandshaj (Parascyllium variolatum) är en hajart som först beskrevs av Duméril 1853.  Pärlhalsbandshaj ingår i släktet Parascyllium och familjen Parascylliidae. Inga underarter finns listade i Catalogue of Life.
Arten förekommer i havet söder om Australien och i sundet mellan Australien och Tasmanien. Den dyker till ett djup av 180 meter. Grunden kan vara sandig, stenig samt täckt av sjögräs eller kelp. Pärlhalsbandshajen blir upp till 91 cm lång. Den är nattaktiv och gömmer sig på dagen under stenar. Honor lägger ägg.
Denna haj hamnar sällan som bifångst i fiskenät. IUCN kategoriserar arten globalt som livskraftig.